# کورت جنتری
کورت جنتری (انگلیسی: Curt Gentry; ۱۳ ژوئن ۱۹۳۱ – ۹ ژوئیهٔ ۲۰۱۴) تاریخ‌نگار و روزنامه‌نگار اهل ایالات متحده آمریکا بود. مشهورترین اثر او، هرج‌ومرج (۱۹۷۴) است که با وینسنت بولیوسی نگاشته شده است و به دادگاه چارلز منسن اختصاص دارد. این کتاب پرفروش‌ترین کتاب گونه جنایت واقعی است.
وی همچنین برندهٔ جوایزی همچون جایزه ادگار شده‌است.